# Hans Schlaeger
Hans Schlaeger (Felskirchun, Alta Àustria, 5 de desembre de 1820 - Salzburg, 17 de maig de 1885) fou un compositor austríac.
Fou deixeble de Preyer, el 1854 fou nomenat director del Wiener Minnergesangveiren i el 1861 mestre de capella de la catedral de Salzburg i director del Mozarteum de la mateixa ciutat.
A Salzburg estrenà les òperes: Heinrich und Ilse (1869) i Hans Heidekukuk (1873).
Entre les seves altres composicions hi figuren el quadre simfònic Waldmeeisters Brautfahrt, un quartet, misses, simfonies i lieder.